# Иванов, Сергей Владимирович (художник)
Сергей Владимирович Иванов (6 марта 1961, Москва) — советский и российский художник-постановщик и педагог.

## Биография
Родился 6 марта 1961 года в Москве.
После окончания художественной школы № 1, был призван в Советскую Армию в мае 1982 года, после окончания  "учебки" в в/ч 10905 продолжил службу крановщиком железнодорожного крана в железнодорожных войсках. Оставил после себя в части юмористические рисунки для армейских альбомов и фантастический комикс.
С 1983 по 1989 год учился во ВГИКе на художественном факультете (мастерская Л. Платова, В. Кислых).
С 1989 года — художник-постановщик киностудии «Мосфильм». Первая работа — фильм «Небеса обетованные».
Художник-постановщик ряда музыкальных клипов, работал на телевидении, в частности, поставил новогоднее шоу «Ёлка НТВ» (1995).
Обладатель призов «Зеленое яблоко» (1992, 1994, 1995) фестиваля видеоклипов «Поколение» за лучшую работу художника.
Руководитель мастерской «Художник — постановщик фильма» на художественном факультете ВГИК.

## Награды
- 1991 — премия «Ника» за лучшую работу художника-постановщика (фильм «Небеса обетованные»; совм. с А. Борисовым)
- 2010 — премия «Ника» за лучшую работу художника-постановщика (фильм «Царь»)
- 2014 — Премия «Золотой орёл» за лучшую работу художника-постановщика (фильм «Сталинград»)
- 2014 — премия «Ника» за лучшую работу художника-постановщика (фильм «Сталинград»)

## Фильмография
1. 1991 — Небеса обетованные (совм. с А. Борисовым)
2. 1991 — Гениальная идея
3. 1992 — Гардемарины III
4. 1994 — Три сестры (Россия/Германия)
5. 1998 — Страна глухих
6. 1999 — Президент и его внучка
7. 2000 — Нежный возраст
8. 2000 — Бременские музыканты & Co
9. 2001 — Коллекционер (совм. с М. Турской)
10. 2003 — О любви (совм. с А. Борисовым)
11. 2008 — 2-Асса-2
12. 2009 — Анна Каренина (совм. с А. Борисовым)
13. 2009 — Царь
14. 2010 — Одноклассники
15. 2013 — Сталинград
16. 2015 — Наследники
17. 2021 — Бывшая